# Hory

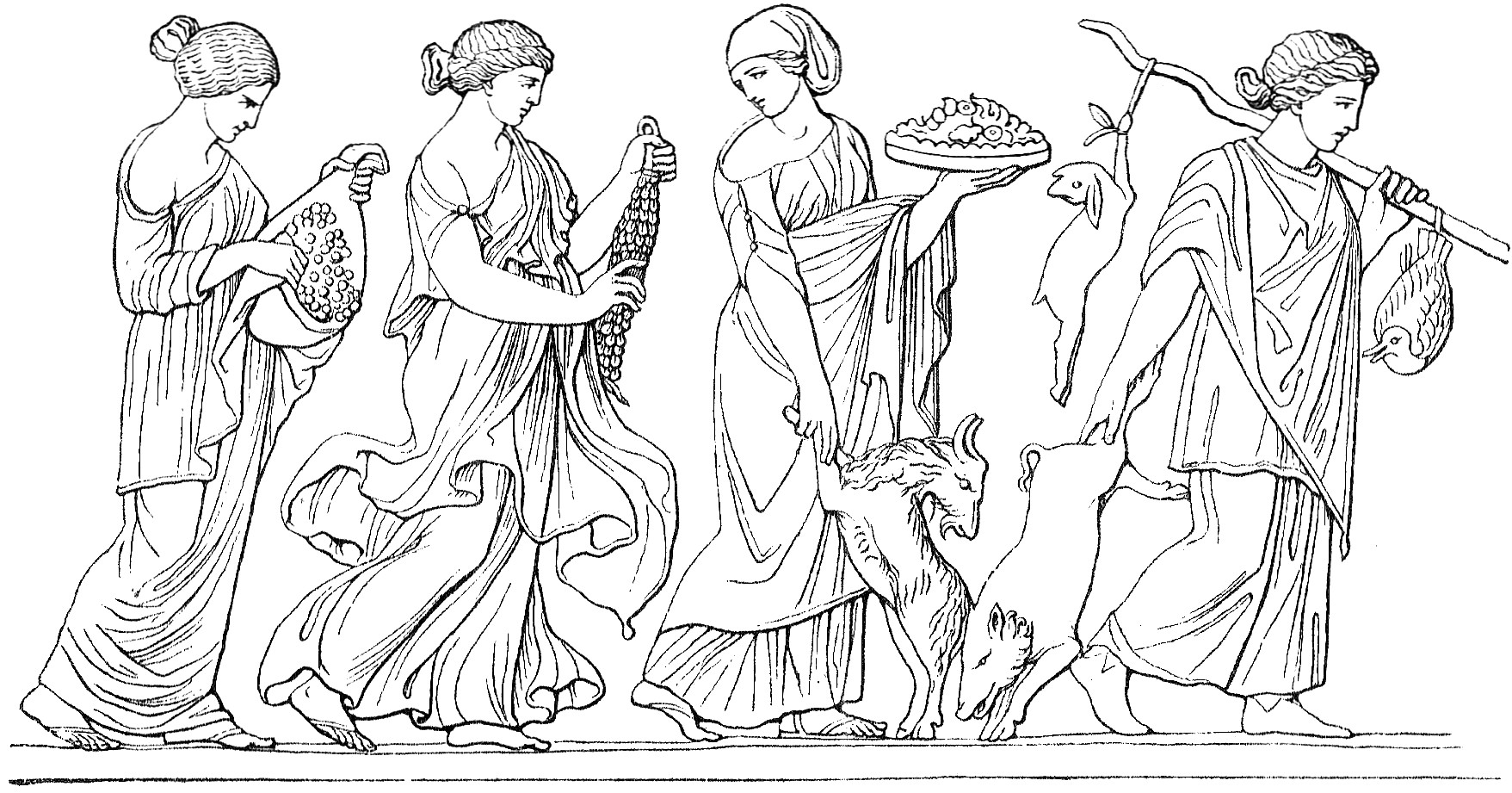
Hory

Hory (gr. Ὧραι Hō̂rai, łac. Horae) – w mitologii greckiej boginie strzegące ładu między ludźmi i rytmem natury, uważane także za personifikację czterech pór roku; córki Zeusa i Temidy lub według innej wersji Heliosa i Selene, siostry Charyt i Mojr.
Hory służyły i pomagały ważniejszym bogom na Olimpie: Herze, Afrodycie, Hermesowi, Aristajosowi. Towarzyszyły Zeusowi, Panu i Persefonie.

## Pierwsza trójka
Większość greckich tekstów (m.in. Teogonia Hezjoda) mówiących o Horach podaje następujące imiona:
- Eunomia (gr. Εὐνομία Eunomía – 'praworządność'),
- Dike (gr. Δίκη Díkē – 'sprawiedliwość')
- Ejrene (gr. Εἰρήνη Eirḗnē – 'pokój').

## Druga trójka
W Atenach znano je pod imionami: 
- Tallo (gr. Θαλλώ Thallṓ – 'bujna'), bogini kwitnienia,
- Aukso (gr. Αὐξώ Auxṓ – 'rosła'), bogini wzrastania,
- Karpo (gr. Καρπώ Karpṓ – 'owocna'), bogini owoców.

Informację tę podaje Pauzaniasz w swoim opisie Grecji. Może jednak nie być to poprawne, ponieważ pisze o ateńskich boginiach zarówno jako o Charytach, jak i Horach.

## Trzecia trójka
Rzadko pojawiała się także trójka trzecia
- Pheurosa (gr. Φερουσα), bogini materii
- Euporia (gr. Ευπορια), bogini obfitości
- Orthosia (gr. Ορθωσια), bogini dobrobytu

## Inne podziały

### Cztery Hory
Nonnos z Panopolis wspomina w Dynysiaca nazwę czterech Hor:
- Eiar (wiosna),
- Theros (lato),
- Phthinoporon (jesień),
- Cheimon (zima).

### Dziewięć Hor
Informację o dziewięciu Horach podaje Hygin. Jest to zbiorcza lista wszystkich boginek wymienionych w I, II i III trójce.
- Auco (Auxo)
- Eunomia
- Pherusa
- Carpo
- Diké
- Euporie (Euporia)
- Ejrene (Irene)
- Orthosie
- Thallo

### Godziny
Ostatnia lista przedstawia dwanaście bogiń poszczególnych godzin i pór dnia.
- Auge (gr. Αυγη) – pierwsze światło
- Anatole (gr. Ανατολη) – wschód słońca
- Mousika (gr. Μουσικη) – godzina porannej muzyki i nauki
- Gymnastika (gr. Γυμναστικη) – godzina porannych ćwiczeń
- Nymphe (gr. Νυμφη) – godzina porannego mycia się
- Mesembria (gr. Μεσημβρια) – południe
- Sponde (gr. Σπονδη) – libacja po obiedzie
- Elete (gr. Ηλετη) – modlitwa
- Akte (gr. Ακτη) – jedzenie i przyjemności
- Hesperis (gr. Ἑσπερις) – wieczór
- Dysis (gr. Δυσις) – zachód słońca
- Arktos (gr. Αρκτος) – nocne niebo